# 田靡達也
田靡 達也（たなびき たつや、1986年7月20日 - ）は、日本の作曲家、編曲家、キーボーディスト、音楽プロデューサー。兵庫県姫路市出身。株式会社ケイ・エス・ピー所属。

## 略歴
兵庫県立姫路飾西高等学校、キャットミュージックカレッジ専門学校卒業。
高校の音楽の授業がきっかけとなり、16歳で作曲を始める。作曲を始めるまで楽器の演奏経験がほとんどなかったが、作曲のためにシンセサイザーを購入したことから、鍵盤を弾き始める。
大阪の専門学校で作曲やDAWを学び、5年間の大阪での活動を経て、23歳で上京。現在、アイドルや沖縄出身のミュージシャンなどへの楽曲提供やプロデュース活動を行っている。
切なくキャッチーなメロディーには定評があり、ボーカリストの声質を活かした楽曲作りを得意としている。キーボーディストびっきーとしても精力的に活動しており、レコーディングやTV、ライブサポートも数多く行っている。

## 提供作品
- =LOVE
「スタート!」（作曲）

- AKB48
「キミが思ってるより…」（作曲）
「君は今までどこにいた?」（作曲）

- SKE48
「フラフープでGO!GO!GO!」（作曲）

- NGT48
「下の名で呼べたのは…」（作曲・編曲）（名雪亘と共作）

- 高谷友理
「TSUBASA〜しあわせの風〜」（作曲）

- 22/7
「曇り空の向こうは晴れている」（作曲・編曲）（中山聡と共作）

- ニッチェ
「iiwake」（作曲・編曲）
「HONNE」（作曲・編曲）
「TATEMAE」（作曲・編曲）

- 日向坂46
「君のため何ができるだろう」（作曲・編曲）（中山聡と共作）

- RAF TAF Vol.05
「さくら」（作曲・編曲）
「Choco Planet」（作曲・編曲）
「極彩シュガー」（作曲・編曲）

## プロデュース作品
- canae
「会いたいねぇ」（編曲・プロデュース）
- ヤンバラー宮城
「ブーゲンビリア」（編曲・プロデュース）
「晴れた空には」（編曲・プロデュース）
- ニッチェ
「iiwake」（編曲・サウンドプロデュース）